# Alarico Ribeiro
Alarico Herculano de Sampaio Ribeiro (Cachoeira do Sul, 7 de outubro de 1876 - Porto Alegre, 2 de outubro de 1905) foi um advogado, poeta, dramaturgo e jornalista brasileiro.

## Biografia
Nascido em Cachoeira do Sul em 7 de outubro de 1876, era filho do doutor Cincinato Herculano de Sampaio Ribeiro e sobrinho do general Frederico Sólon de Sampaio Ribeiro. Teve os irmãos Armando e Aristides, que morreram jovens combatendo na Revolução de 1893, mais o irmão Múcio e duas irmãs. Estudou no Colégio Militar de Porto Alegre e graduou-se na Faculdade de Direito de São Paulo, onde participou das atividades do Clube Vinte de Setembro e entrou em contato com a filosofia de Augusto Comte, sendo um dos articuladores do positivismo no Rio Grande do Sul.
Em seu retorno ao sul fixou-se em Cachoeira, mas a partir de 1891 viveu em Porto Alegre, sendo admitido como funcionário da Secretaria da Fazenda. Em 1893 foi nomeado promotor público da Comarca de Cachoeira. Filiado ao Partido Republicano Rio-Grandense, combateu do lado republicano na Revolução de 1893, recebendo a patente de capitão e comandando um regimento de cavalaria. Seu Glossário Policial, publicado em 1899, foi adotado pelo governo do estado para uso como referência em todas as diligências policiais. Em 1900 era secretário diretor geral da Chefatura de Polícia do estado, posição que manteve até sua morte.
No campo das letras, em 1890, junto com Viriato Vieira e Vitorino de Medeiros, fundou o jornal 15 de Novembro em Cachoeira, "três jovens lutadores com quem a República contou sempre, ainda mesmo nos tempos mais difíceis, quando mais aceso ia o assanhamento da reação dinástica". Em 1891 assumiu a direção do jornal. Ainda em 1891 foi contratado como auxiliar da redação pelo jornal A Federação de Porto Alegre, e fundou na capital a revista Mecenas em 1894. Sua comédia A letrada foi apresentada em 1895 em Cachoeira e em 1901 no Theatro São Pedro de Porto Alegre. Em 1903 assumiu a redação da Gazeta do Comércio. Em 1904 era professor do Ginásio do Rio Grande do Sul, mantido pela Faculdade de Engenharia.
Disse Múcio Teixeira que, apesar de ter uma compleição robusta, nunca gozou de boa saúde, sofria de insônia e dispneia, e morreu prematuramente em função de uma "tísica pulmonar de caráter galopante". Em seu falecimento em 2 de outubro de 1905 recebeu várias homenagens, e a Chefatura de Polícia fechou e hasteou a bandeira nacional a meio pau. O obituário no jornal A Federação foi muito elogioso, destacando que como funcionário público "mostrou-se empregado exemplar, dedicando toda a sua inteligência, que era primorosa e cultivada, ao serviço público do Rio Grande. [...] Na Federação, que o teve como colaborador efetivo, ele deixa brilhantes produções de sua privilegiada inteligência. Poeta, literato, jornalista doutrinário e combatente, lutador honesto e digno, sua morte nos desola lancinantemente". O sepultamento no dia seguinte foi muito concorrido, contando com a presença do presidente do estado Borges de Medeiros e assessores, o intendente municipal José Montaury, o chefe de polícia Pedro Mibielli e todo o pessoal do departamento, além de representantes da imprensa e outras autoridades. O tenente-coronel Ernesto Jaeger organizou uma coleta de fundos com a colaboração do jornal para os filhos menores que deixou.
Foi homenageado com a ereção de um obelisco com sua efígie em uma praça do bairro Teresópolis, inaugurado em 20 de setembro de 1911 com grande solenidade e festa. Ruas em Cachoeira do Sul e Porto Alegre foram batizadas com seu nome.

## Obra
Começou a ser notado na literatura com a publicação em 1889 do panfleto em versos O Trono e os Vencidos, dirigido à Princesa Isabel, que segundo Walter Spalding lhe trouxe renome. Publicou poesias no jornal A Federação, como o longo poema O Pampa (1894), onde atacou os federalistas. Pode ter sido autor de epigramas e sátiras políticas publicadas anonimamente. Foi colaborador regular d'A Federação escrevendo crônicas e comentário político, e participou da importante antologia literária Sonoras, publicada em 1891 pela editora Universal de Pelotas e apoiada por Machado de Assis, Olavo Bilac e Raimundo Correia e membros do Partenon Literário, e que segundo Jaqueline da Cunha "centralizou o anseio de consolidação de um repertório de autores e de uma biblioteca regionais".
Sua obra mais importante é o volume de poesias Oásis (1896), que foi reeditado em 1997 pela Editora da Universidade Federal de Santa Maria e apresentado como "um livro composto por 46 poemas, transitando do verso de tendência política ao de inspiração filosófica, da poesia localista à de preocupação social. Registra o estágio da poesia rio-grandense, ao final do século passado, num estado que saía de uma guerra civil e procurava ganhar expressão junto a seus pares nacionais".
Poeta da escola parnasiana, Múcio Teixeira disse que era "um poeta rico de originalidade e sentimento, não esperdiçando rimas com banalidades metrificadas, mas engastando o diamante da ideia no aro de uma forma concisa e raciocinada". Ativo numa época em que os literatos do estado estavam alinhados em geral à estética romântica e preocupados com a questão do regionalismo, para Guilhermino César foi através dos parnasianos "que o Rio Grande conseguiu produzir três poetas de corte universal, libertos de prejuízos e limitações provincianas: Fontoura Xavier, Alberto Ramos e Alarico Ribeiro". Guilhermino disse ainda que ele foi um poeta "que representou, no Rio Grande do Sul, a melhor tendência da poesia parnasiana brasileira. [...] Pôde enfrentar, contornando os escolhos da banalidade, os mais ousados temas; exprimiu-se invariavelmente com elevação e nobreza. Perguntou sempre, pois o destino do homem era o que mais o preocupava".
Publicações
- O Trono e os Vencidos, 1889
- Oásis (poesias), 1896
- Glossário Policial (instruções), 1899
- A Letrada (comédia), 1895
- O Tributo das Árvores (poesias), 1903
- Os Vencidos - inédito